# Парк Кадріорґ

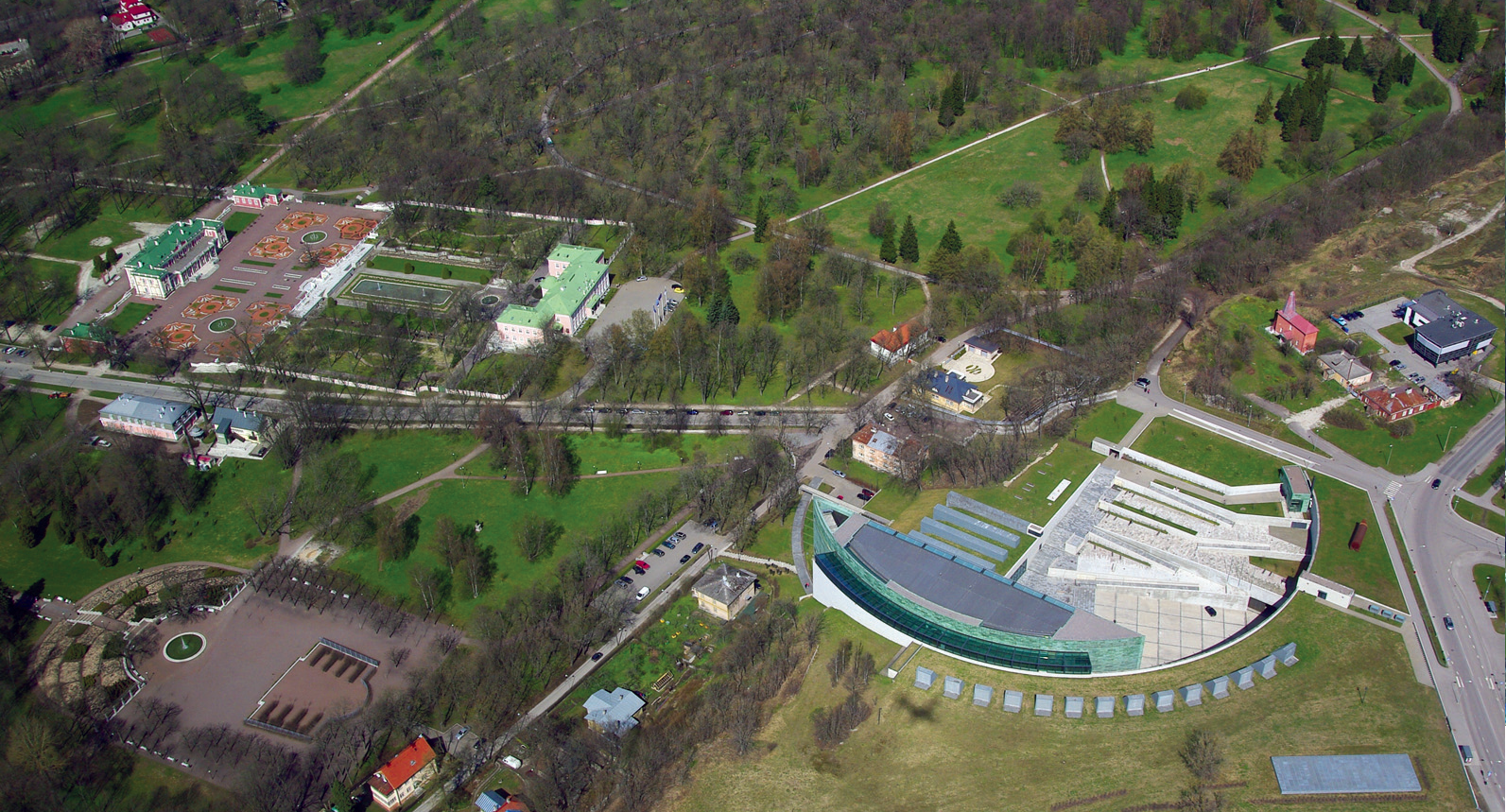
Вид на Кадріорґський парк (травень 2010)

Парк Кадріорґ (ест. Kadrioru park) — парк у Кадріорзі, Таллінн, Естонія . Його площа становить близько 70 га.
Історія парку почалася в 1718 році, коли Петро I наказав перепланувати свої володіння в літньому маєтку Фонненталь.
Найбільш відомим водним об'єктом парку є Лебедине озеро (ест. Luigetiik).
Найновіша частина парку — Японський сад, якого будівництво завершилось у 2011 році.